# Electric Youth (singolo)
Electric Youth è un singolo discografico della cantante statunitense Debbie Gibson, pubblicato nel 1989 ed estratto dall'omonimo album in studio.

## Tracce
- 7" Vinile/Cassetta

1. Electric Youth – 4:55
2. We Could Be Together (Campfire Mix) – 5:33

- CD/12" Vinile

1. Electric Youth (Deep House Mix) – 7:35
2. Electric Youth (Shep's House Dub) – 5:55
3. Electric Youth (7" Version) – 4:57
4. Electric Youth (The Electro Mix) – 6:35
5. Electric Youth (The Electro Dub Gone Haywire) – 6:32
6. We Could Be Together – 5:33

## Classifiche
| Classifica (1989) | Posizione raggiunta |
| ----------------- | ------------------- |
| Regno Unito       | 14                  |
| Stati Uniti       | 11                  |